# Allium najafdaricum
Allium najafdaricum är en amaryllisväxtart som beskrevs av Reinhard M. Fritsch. Allium najafdaricum ingår i släktet lökar, och familjen amaryllisväxter. Inga underarter finns listade i Catalogue of Life.